# جایزه فرهنگی تزوکا اوسامو

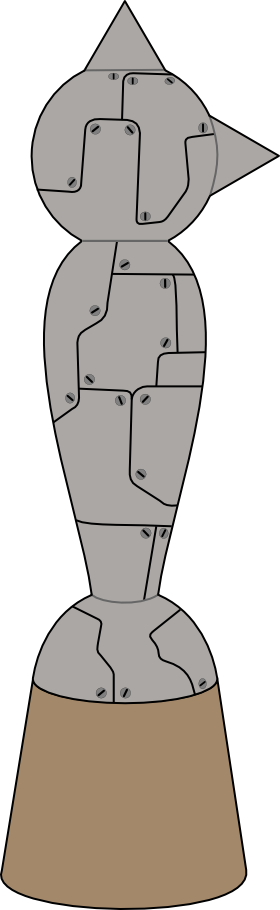
تندیس جایزه فرهنگی تزوکا اوسامو

جایزه فرهنگی تزوکا اوسامو (به ژاپنی: 手塚治虫文化賞, Tezuka Osamu Bunkashō) یک جایزه سالیانه مانگا که به مانگاکا (نویسنده مانگا) یا آثار آنان که از تزوکا اوسامو پیروی می‌کنند، اهدا می‌شود. این رویکرد توسط روزنامه آساهی بنیان‌گذاری شده و حمایت می‌شود. این جایزه از سال ۱۹۹۷ میلادی در توکیو، ژاپن اهدا می‌شود.